# Ивано Балић
Ивано Балић (Сплит, 1. април 1979) бивши је хрватски рукометаш.
Пре него што је почео да тренира рукомет, дуго година тренирао је кошарку у тадашњем клубу Југопластика. Рукомет је почео да игра у РК Сплит. Балић је био члан хрватске репрезентације која је освојила Светско првенство у рукомету 2003. године у Португалу. На Олимпијским играма 2004. је освојио златну медаљу. На Светском првенству 2005. У Тунису освојио је сребрну медаљу.
Балић је проглашен од стране Међународне рукометне федерације за играча године 2003, а такође је изабран за најбољег рукометаша у Хрватској. Након РК Метковић, прешао је у Портланд Сан Антонио. На Европском првенству 2006. у Швајцарској изабран је у најбољу седморку првенства и проглашен за најбољег играча првенства.
На Светском првенству у Немачкој 2007 проглашен је за најбољег играча на свету, упркос чињеници да је Рукометна репрезентација Хрватске заузела тек 5 место.
Двоструки је добитник Државне награде за спорт „Фрањо Бучар“ 2004. као појединац и као члан хрватске рукометне репрезентације.
Према анкети службене странице Међународне рукометне федерације освојио је титулу најбољег рукометаша свих времена испред Николе Карабатића и Таланта Дујшебајева.

## Клупска каријера
Пре рукомета дуго година тренирао је кошарку у тадашњем клубу Југопластика и ПОП 84, данашњем КК Сплит. Рукомет је почео да игра у РК Сплит. Након трогодишње афирмације (2001-2004) у РК Метковићу, Балић 2004. на четири године прелази у Портланд Сан Антонио. Године 2008. потписује за РК Загреб.
Освојио је Хрватски куп 2002. године са РК Метковић Џамбо и 2009. године са РК Загребом те хрватско првенство 2009. године такође са РК Загребом. Са РК Загреб је из године у годину почео да осваја првенство Хрватске и куп Хрватске.
Током лета 2012. године је био у контакту многим клубовима, и одабрао је РК Атлетико Мадрид и потписао једногодишњи уговор. Након једне сезоне проведене у Атлетико Мадриду Ивано као слободан играч одлази из Мадрида. Иако се спомињало да ће продужити уговор, због финансијски проблема ипак напушта Атлетико Мадрид. Након тога Ивано своју каријеру одлучује да настави у немачком ХСГ Вецлар, те потписује уговор на једну сезону.
Након две сезоне проведене тамо, Балић је најавио повлачење из професионалног рукомета на почетку сезоне 2014–15. Своју последњу утакмицу Балић је одиграо 5. јуна 2015. у Бундеслиги. Вецлар победио је Гепинген 29:24, чему је допринео учинком од једног поготка и пет асистенција.

## Репрезентативна каријера
Освојио је злато на Медитеранским играма 2001. у Тунису. Првак је света 2003. године у Португалији. Освајач је златне медаље на Олимпијским играма 2004. године у Атини. Други је са светског првенства у Тунису 2005. и европских првенстава у Норвешкој 2008. и Аустрији 2010. године, те двоструки четврти на Европским првенствима (Словенија 2004., Швајцарска 2006.). Редовно је на великим такмичењима биран за најбољег играча турнира (МВП), па је самим тим редовно и у најбољој екипи (СП 2003; ЕП 2004.; ОИ 2004.; СП 2005.; ЕП 2006.; СП 2007.; ЕП 2008.).
Као прилог мишљењу да се ради о тада једном од најбољих рукометаша света говори и чињеница да је проглашен најбољим играчем (53 гола + 44 асистенције) Светског првенства 2007. у Њемачкој упркос чињеници да је Хрватска освојила тек 5. место, а прозван је и рукометним Џорданом, рукометним Мозартом и рукометним Роналдињоm.
Посебну част добио је постављањем за носитеља хрватске заставе на свечаном мимоходу отворења Олимпијских игара 2008. у Пекингу, те је на тај начин и индиректно проглашен једним од најбољих хрватских спортиста свих времена. Према анкети службене странице Интернационалне Рукометне Федерације однео је наслов најбољег рукометаша свих времена испред Николе Карабатића и Таланта Дујшебајева.
После неуспешног Светског првенства 2011, где је Хрватска заузела пето место, Балић је 2012. са Хрватском освојио две бронзане медаље – на Европском првенству у Србији и на Олимпијади у Лондону. Пре Светског првенства 2013. у Шпанији, Балића је из репрезентације избацио тадашњи селектор Славко Голужа, те се повукао из репрезентације. Након утакмице одржана је пригодна свечаност посвећена Балићу. Током церемоније, Џексон Ричардсон, његов рукометни идол, дошао је да му честита на његовој каријери.

## Каријера после играња
Након повлачења из професионалног рукомета, Балић се придружио стручном штабу Мушке рукометне репрезентације Хрватске код новоименованог селектора Жељка Бабића за координатора тима, уз старе колеге Петра Метличића као помоћника и Валтера Матошевића као тренера голмана. Као део тог штаба освојио је бронзану медаљу на Европском првенству 2016. у Пољској са остатком тима, а био је и део пласмана на пето место на Летњим олимпијским играма 2016. у Рио де Жанеиру.
Хрватски рукометни савез је 8. априла 2021. именовао Балића за помоћног тренера Хрвоја Хорвата у стручном штабу сениорске рукометне репрезентације Хрватске.

## Лични живот
Од 1999. до 2006. године Балић је био у браку са супругом Иваном. Заједно имају сина Дина, рођеног 2000. Балић је 2014. године добио друго дете, прво са девојком Мирелом Делић, сина по имену Виго. Године 2016, Балић је по трећи пут постао отац.